# Sarracenia leucophylla
Sarracenia leucophylla (лат.) — вид многолетних, насекомоядных растений рода Саррацения (Sarracenia), семейства Саррацениевые (Sarraceniaceae), произрастающий на территории США.
Кувшинчики растения ловят и уничтожают насекомых, привлекая их в воронкообразные кувшины, которые являются видоизмененными листьями. Внутри кувшинов насекомые застревают и погибают. Растение поглощает питательные вещества из разложившихся тел насекомых через специальные клетки, находящиеся в основании каждого кувшина.

## Название
Родовое латинское название дано в честь Мишеля Сарразена — канадского хирурга, врача, учёного и естествоиспытателя.
Видовой латинский эпитет leucophylla переводится как «белолистный».

## Описание

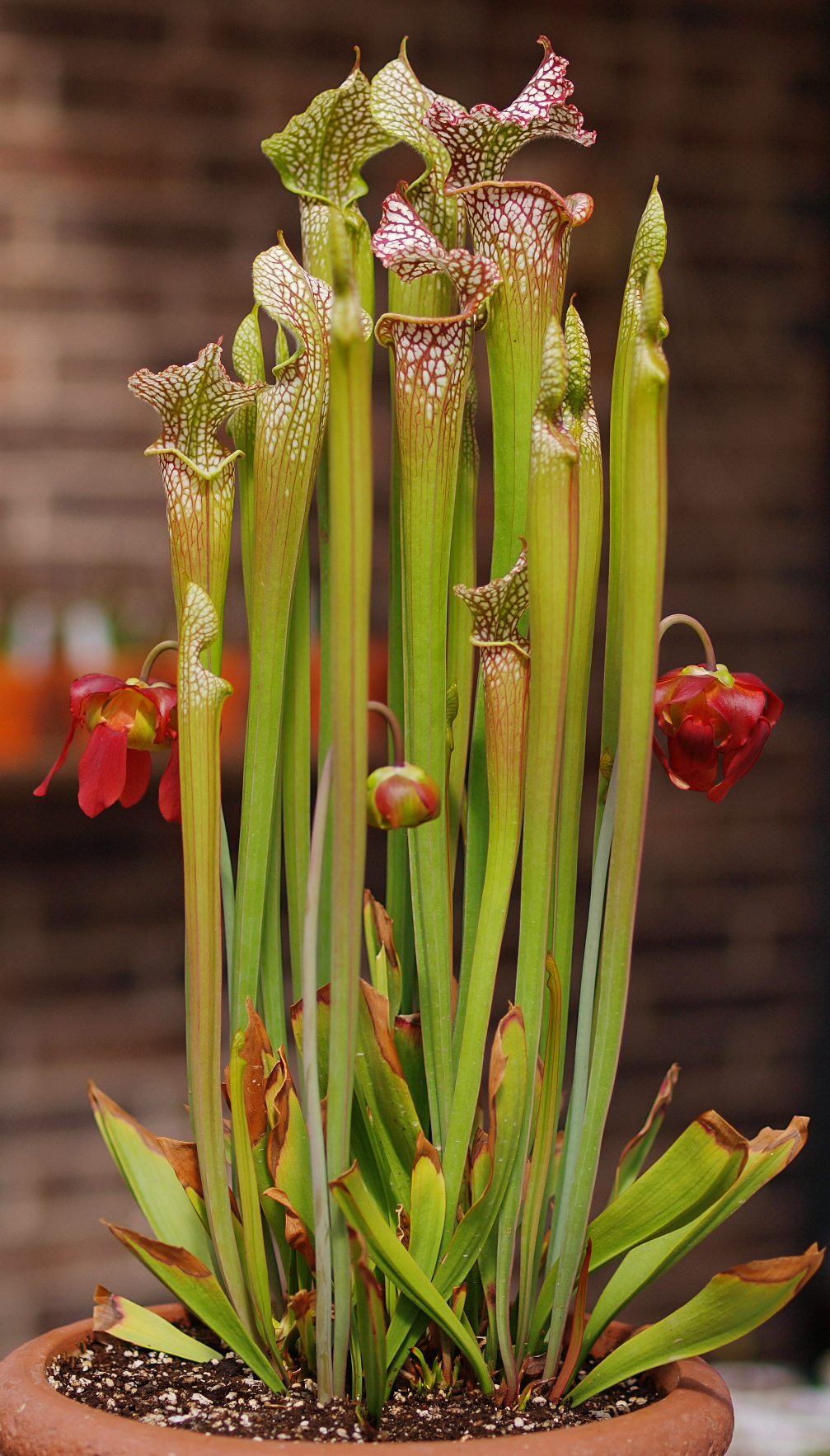
Габитус

Растения образуют плотные куртины, а их корневища имеют диаметр от 1 до 2,5 см. Кувшины с расцветом появляются либо сразу после цветков, либо вместе с ними. Они прямостоячие, зеленые, с дистальной частью трубки, на которой видны белые ареолы и заметные пятна от зеленого до розового, а иногда и красного жилкования. Размеры кувшинов составляют от 25 до 100 см, они толстые и твердые, с голой или очень тонкой опушенной поверхностью. Крылья у них имеют ширину от 0,5 до 1,5 (или до 2) см. Отверстие кувшина имеет яйцевидную форму, диаметр от 2 до 6 (или до 8) см, окантованное от белого до зеленого или красноватого цвета. Окантовка расклешенная и свободно закрученная, часто с заметным вывернутым углублением непосредственно дистальнее крыла, создающим носик над крылом. Капюшон загнут в осевом направлении и располагается далеко за пределами отверстия, покрывая его. В капюшоне преобладают белые ареолы, окаймленные тканями и жилками белого, зеленого или красного цвета. Форма капюшона может быть округло-почковидной или овально-почковидной, волнистой, размеры составляют от 2,5 до 6,5 см в длину и от 2 до 6 (или до 8) см в ширину. Основание капюшона сердцевидное, не сужено к шейке, размером 0,5-1,5 см. Вершинка капюшона имеет длину (1-)2-3 мм и на адаксиальной поверхности густо опушена волосками до 1,5 мм. Филлодии прямостоячие, продолговатые, размерами 15-50 × 2-3 см. Черешки длиной 30-80 см, короче кувшинов; прицветники размером 0,5-1 см.
Цветки слегка ароматные; чашелистики темно-бордовые, размеры 3,5—5 см × 1,8—3 см; лепестки от темно-бордовых до красных, дистальная часть имеет форму от округлой до ромбической, размеры 4-5 × 1,5-3,5 см, края цельнокрайние; фасонный диск румяно-красный, диаметром 6-7 см. Коробочки имеют диаметр 1,5-2 см. Размеры семян составляют 1,5-2,1 мм.
Количество хромосом 2n = 26.

## Распространение и экология

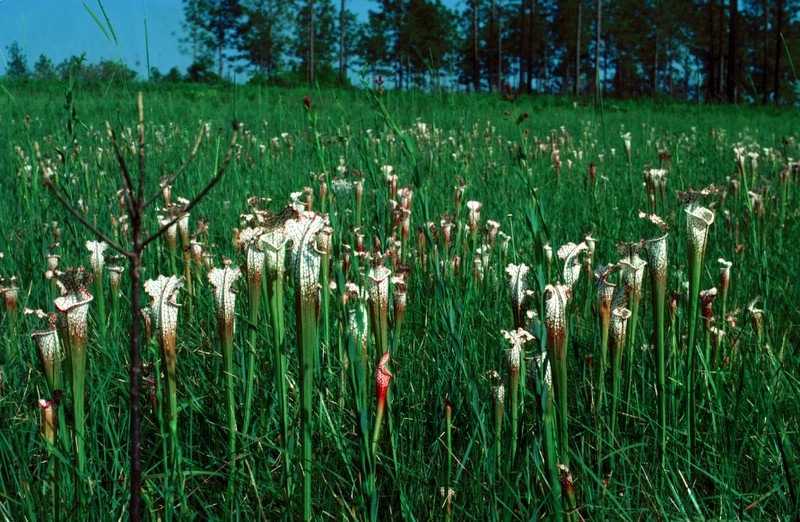
В естественной среде

Вид произрастает в США в штатах Алабама, Флорида, Джорджия и Миссисипи. Кроме того, он был введен в штатах Вирджиния и Вашингтон.
Sarracenia leucophylla — яркое растение, заметное издалека и способное образовывать обширные, почти сплошные насаждения на открытых влажных лугах и просачивающихся склонах, а также в сосновых равнинных лесах по всему побережью Мексиканского залива. Количество популяций сильно сократилось за счет пожаров. Его весенние кувшины не такие крепкие и обильные, как поздние летние кувшины, последние особенно привлекают мотыльков.

## Таксономия

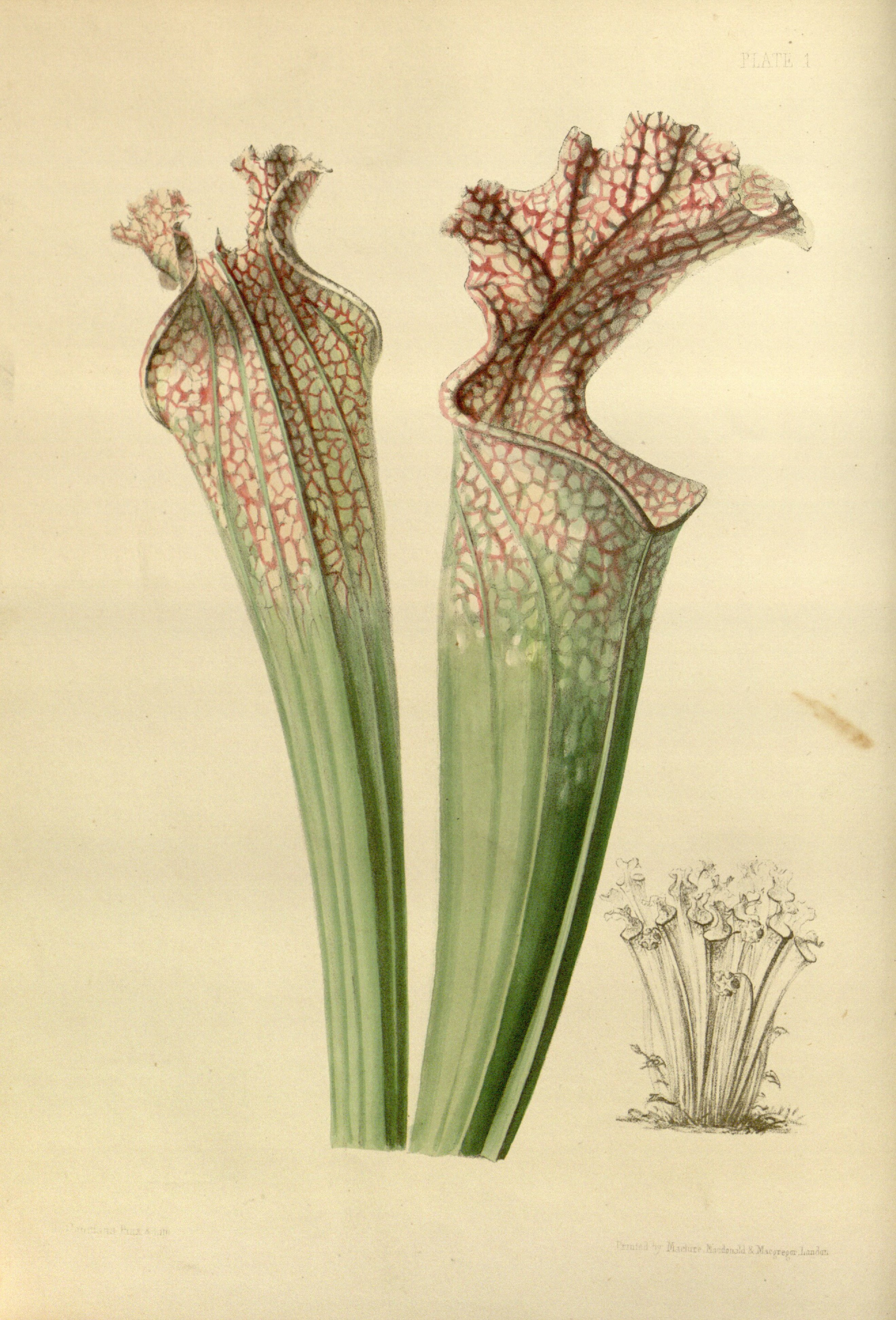
Ботаническая иллюстрация

Sarracenia leucophylla Raf., первое упоминание в Fl. Ludov.: 14 (1817).

### Синонимы
Гетеротипные (основанные на разных номенклатурных типах):
- Sarracenia alba (R.Hogg & T.Moore) Bell. (1952)
- Sarracenia drummondii Croom (1837)
- Sarracenia drummondii var. alba R.Hogg & T.Moore (1867)
- Sarracenia drummondii var. major Sander (1896)
- Sarracenia drummondii var. rubra G.Nicholson (1887)
- Sarracenia drummondii var. undulata (Decne.) L.H.Bailey (1902)
- Sarracenia gronovii var. drummondii (Croom) Alph.Wood (1861)
- Sarracenia laciniata A.Kern. (1887), nom. superfl.
- Sarracenia leucophylla var. alba (R.Hogg & T.Moore) S.McPherson & D.E.Schnell (2011)
- Sarracenia leucophylla f. viridescens S.McPherson & D.E.Schnell (2011)
- Sarracenia mexicana Mast. (1881)
- Sarracenia undulata Decne. (1852)
- Sarracenia undulata var. alba (R.Hogg & T.Moore) Mast. (1881)

## Выращивание

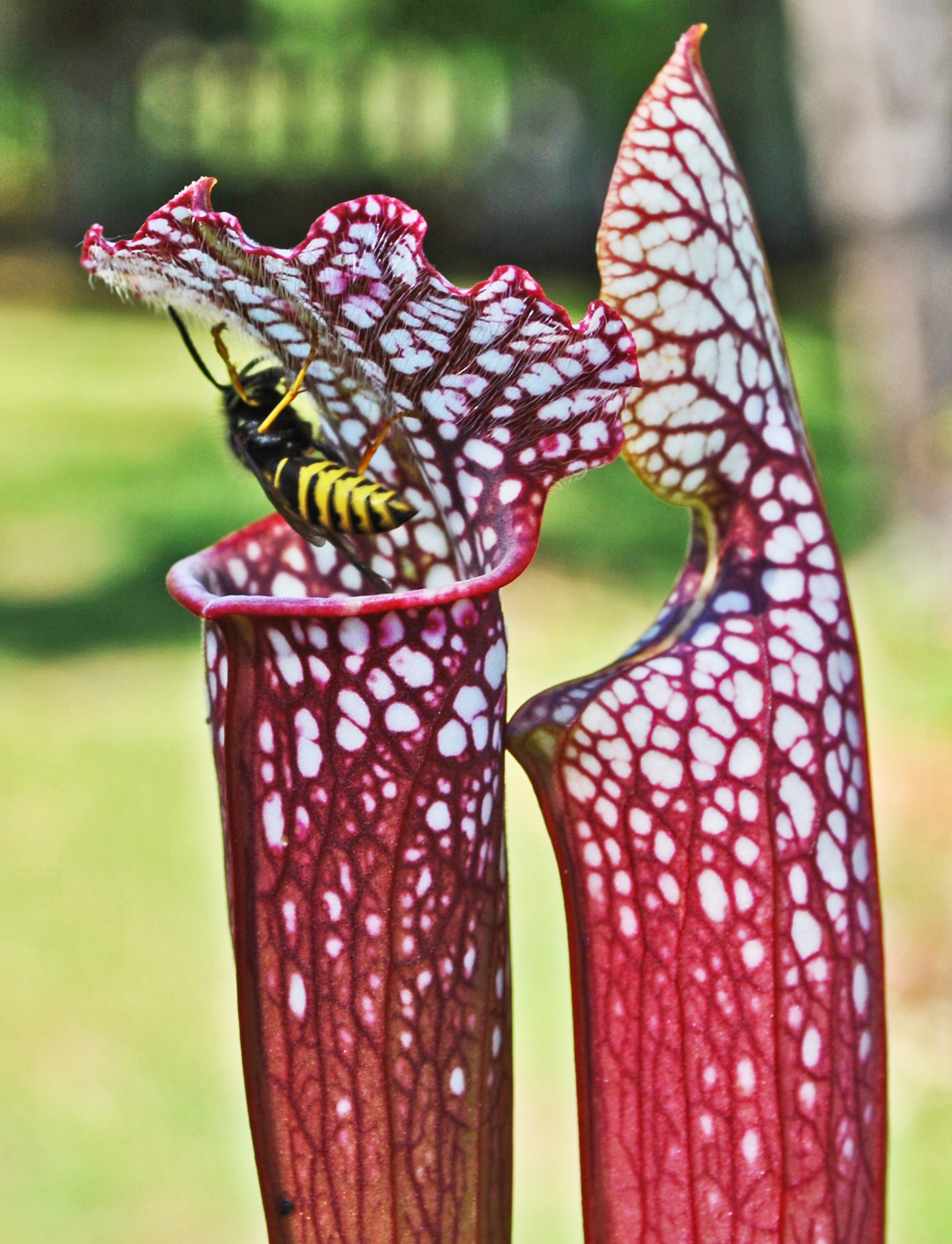
Sarracenia leucophylla сорт — 'Tarnok'

Для успешного выращивания данного растения рекомендуется следовать определенным культурным требованиям. В жилых районах предпочтительно выращивать его на постоянно влажных почвах болотного сада, подготовленных заранее. В случае невозможности создания болотного сада, растения можно выращивать в контейнерах. Растения требуют полного солнца, их окраска листьев будет лучше развиваться при достаточном освещении, а кувшинки будут вздыматься вверх. Важно обеспечить растения кислой и питательной средой с перегнойной жидкостью и постоянной влажностью. Растения хорошо переносят высокую влажность. Почва никогда не должна высыхать полностью. Рекомендуется использовать почву на основе канадского торфа или смеси торфа с песком или перлитом. Растения цветут весной и образуют кувшины два раза в год — весной и в конце лета. Кувшины, в основном, отмирают к зиме. В холодных климатических условиях можно обрезать листья зимой, когда кувшины отмирают, но следует обрезать только мертвую ткань. Линейные мечевидные листья могут сохранять свою зелень зимой. Для защиты от холода почву можно зимой мульчировать хвоей. Размножение обычно происходит путем почкования вдоль корневища, а не через самосев. Самым простым способом размножения является деление корневища. Возможно также выращивание растений из семян, хотя они не начнут цвести в течение первых 4-5 лет. Для выращивания в горшках или контейнерах (предпочтительно пластиковых) на солнечной террасе или патио рекомендуется использовать почву из смеси торфа и перлита или вермикулита в соотношении 50:50. Не рекомендуется использовать обычную горшечную почву или удобрения, которые могут нанести вред растениям. Контейнеры следует помещать в поддоны с водой, чтобы почва оставалась постоянно влажной. Контейнеры могут быть зимованы, вставляя их края в землю на защищенных участках. Весной контейнеры следует выкопать и вернуть на солнечные места. В зимний период контейнеры также можно перенести внутрь с уменьшенным поливом. Растения требуют полного солнца в период вегетации и низких температур в период покоя, поэтому они не подходят для выращивания внутри помещений.
Для успешного выращивания данного растения необходимо соблюдать определенные культурные требования. Важно защищать от сильного ледяного ветра. Рекомендуется не подкармливать растения вручную или использовать удобрения для посадок. Важно следить за вредителями, такими как тлей, щитовкой, мучнистым червецом, личинками молей, а также за заболеваниями, такими как пятнистость листьев и корневая гниль. В дикой природе растения кувшина часто плохо развиваются в годы с засушливой весной, и некоторые корневища могут оставаться неактивными в течение всего периода вегетации.